# Mocsáry Lajos
Bocsári Mocsáry Lajos (Fülekkovácsi-Kurtánypuszta, 1826. október 26. – Andornak, 1916. január 7.) magyar közíró, politikus, országgyűlési képviselő, a 19. századi függetlenségi politika kiemelkedő alakja.
1874-től tíz évig vezette elnökként a Függetlenségi Pártot, amely azonban mindvégig ellentétekkel terhelt, az egyetértés hiányával küzdő politikai alakulat maradt. Mocsáry nemzetiségpolitikai elképzelései fokozatosan eltávolították tőle saját szövetségeseit is. Politikai pályafutását a Román Nemzeti Párt képviselőjeként fejezte be. 1892-től andornaki birtokán élt. Röpirataiban, cikkeiben továbbra is bírálta a „közösügyi rendszer” visszásságait. Utolsó éveiben a polgári radikálisokhoz közeledett.
A kiegyezést, a „deáki reáluniót” nem tartotta jó megoldásnak. Évtizedeken át szorgalmazta a közös minisztériumok és a delegációk eltörlését. Már az 1850-es évek közepén figyelmeztette kortársait a nemzetiségi kérdés fontosságára. Az 1868-as nemzetiségi törvénnyel kezdetben nem értett egyet, ám az általa sovinisztának nevezett irányzat megerősödésével végül ennek következetes végrehajtását kérte számon a mindenkori kormányokon. Röpiratok sorában fejtette ki meggyőződését, hogy az erőltetett magyarosítás és az igazságtalan választási rendszer nyomán állandósult és helytelenül kezelt konfliktusok katasztrófához fognak vezetni. A nemzetiségek követeléseinél sokkal nagyobb veszélyt látott a német expanzióban. Ennek kivédésére a szláv népekkel való szövetkezést ajánlotta. Noha ifjúkorától hirdette azt is, hogy a Kárpát-medence népei között a magyarságé az elsőség („kezében van most is a kétségbe nem vonható s nem is vont suprematia”), ellenfelei többször hazaárulással vádolták meg, széles körben a romános Mocsáriulu gúnynévvel illették. A nemzetiségi sajtó gyakran fehér hollóként, Kasszandraként említette.
Utóéletére különös kettősség jellemző: bár életútját részletesen feldolgozták, és fontosabb munkáit, illetve az azokból készült szemelvényeket a 20. század második felében újból kiadták, (el)ismertsége meg sem közelíti a dualizmus korának más nagyjaiét. Népszerűsége a második világháborút követő években volt a legnagyobb, amikor életműve „haladó”, demokratikus vonásait, a Kárpát-medence népeinek békés egymás mellett éléséért tett erőfeszítéseit hangsúlyozták.

## Életútja

### Családja és ifjúkora
A Fülektől nem messze fekvő kurtánypusztai kúriában született, és ott is töltötte gyermekkora nagy részét. Szülei bocsári Mocsáry Imre (1794–1842) és szandai Sréter Franciska (Fanny; 1805–1885) voltak. Anyai nagyszülei szandai Sréter László (1784–1863) nógrádi főszolgabíró valamint benici és micsinyei Beniczky Éva Teréz (1786–1813) voltak.
A középbirtokos család megélhetését alapvetően az előző évszázad óta változatlan kiterjedésű andornaki birtok, másodsorban a kurtányi és a liptagergei földek képezték. Az egri borvidékhez tartozó Andornakon a szőlőtermesztés mellett a környék gabonaszükségletének feldolgozása folyt. Az udvarházat az édesapa, Mocsáry Imre építtette 1833 körül.
Mocsáry Imre több nyelvet beszélő, a francia kultúra és a nagyvilág hírei iránt érdeklődő, de zárkózott ember volt. Bár megjárta Németországot, Svájcot, Franciaországot, Angliát, Belgiumot és Hollandiát, tapasztalatait és kiterjedt közigazgatási ismereteit csekély mértékben tudta hasznosítani: hivatali előmenetelében a Nógrád vármegyei aljegyzőség jelentette a csúcsot. 1842 májusában, fiatalon hunyt el. Felesége, a kivételes gazdasági érzékkel rendelkező, szintén felvilágosult gondolkodású Sréter Franciska tette később családi központtá Andornakot.

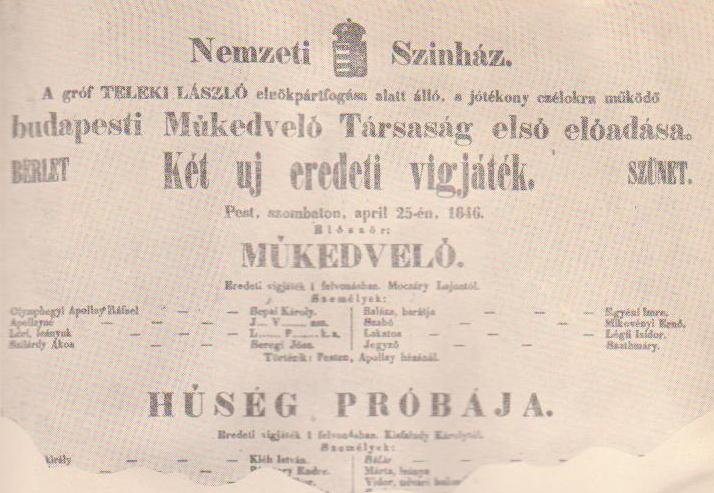
A Műkedvelő színlapja

A négy Mocsáry testvér nevelését kezdetben magántanítók végezték, akik nyelveket, zenét, klasszikus és természettudományi ismereteket adtak át nekik. Lajos 1841 szeptemberében letette vizsgáit az eperjesi gimnáziumban, majd a pesti egyetemre került. Itt történelmet (Horvát Istvántól), algebrát, filológiát és esztétikát tanult. Zongora- és – heti három alkalommal – francialeckéket is vett. Nevelője bosszúságára élénken érdeklődött a politikai események iránt. Részt vett a Deák Ferenc tiszteletére rendezett fáklyásmenetben, figyelemmel kísérte Kossuth Lajos és Széchenyi István vitáját. Előbbinek a királypártiak ellen tartott beszédeit őszinte elismeréssel figyelte. Hazafias lelkesedése színműírásra sarkallta: első és egyetlen vígjátékát, a Műkedvelőt a Nemzeti Színház mutatta be Kisfaludy Károly Hűség próbája című darabjával párban 1846. április 25-én. Ugyanezen év nyarán a Kisfaludy Társaság népdalgyűjtő pályázatára jelentkezett az andornaki nótákból összeállított Egervölgyi dalok című gyűjteménnyel.
A pesti közélet eseményeiből egy 1841 ősze óta tartó betegség és szövődményei miatt nem tudta jobban kivenni részét. Lábdaganatát kezdetben sem ő, sem orvosai nem tartották súlyos problémának. A félrekezelt betegség következményeként 1843-ban azonban hónapokig lábra sem tudott állni. Ősszel javult, az elkövetkező januárban azonban ismét rosszabbodott állapota. Édesanyja előbb Budán, majd Parádfürdőn próbálta meggyógyíttatni, végül 1846 szeptemberében Freiwaldauba küldte kezeltetni. Bár az első hónapok eredményei gyors javulást ígértek, Mocsáry a szabadságharc ideje alatt is ott lábadozott, és csak 1850 tavaszán térhetett haza.
Az eltelt évek alatt két meghatározó ismeretséget kötött: az egyiket Reguly Antallal, akinek az oroszországi társadalmi problémák megismerését köszönhette, a másikat az 1848 szeptemberében Freiwaldauba érkezett Wesselényi családdal. A báró kérésére felesége, Lux Anna (1827–1865) franciatanára lett. 1850. április 21-én Wesselényi Miklós Pesten elhunyt. A következő évben Mocsáry feleségül vette az özvegyet, Lux József és Elbrecht Jozefa lányát. A saját fiaiként szeretett Wesselényi árvákkal együtt előbb Andornakra, majd Kurtányba költözött. A következő években két tényező is kedvezőtlenül befolyásolta családi életét: az egyik neje vissza-visszatérő betegsége, a másik a gazdasági ügyintézéssel megbízott erdélyi gyámok azon fenyegetése, hogy megszüntetik a gyermektartás költségeinek fedezését, ha nem adják ki legalább az idősebb fiút, Miklóst. A báró végrendelete értelmében ugyanis özvegye csak újbóli férjhezmeneteléig lett volna jogosult a gyermekek nevelésére és a Wesselényi-vagyon élvezetére. Ez az ügy évekig tartó huzavona után kedvezően oldódott meg: Lux Anna végkielégítést kapott, a Wesselényi fiúk pedig anyjuk 1865-ös haláláig Kurtányban, illetve Andornakon nevelkedtek.

Apja, Mocsáry Imre
Anyja, Sréter Franciska
Mocsáry Lajos diákkorában
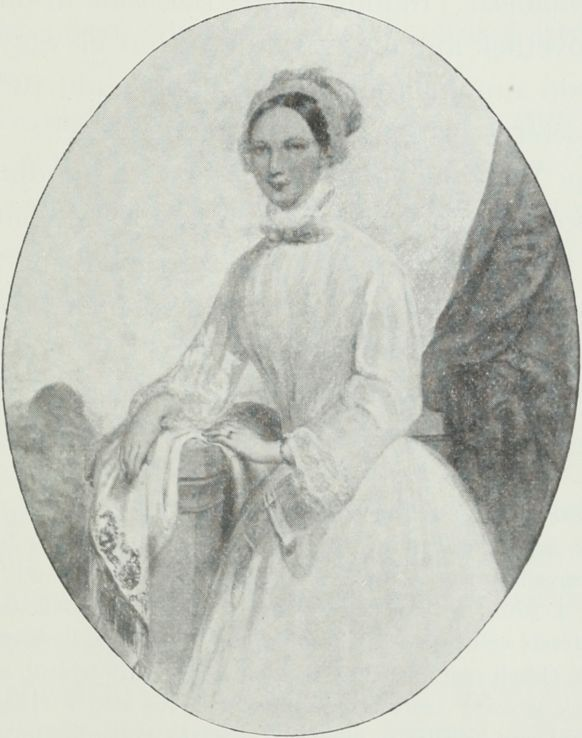
Lux Anna

### Az 1850-es évek

#### A magyar társasélet
Mocsáry belépőjét a közéletbe első műve, A magyar társasélet 1855-ös kiadása jelentette. E szöveget sokan politikai röpiratként emlegették, míg néhány kortárs (Salamon Ferenc, Szemere Bertalan), az ő nyomukban pedig a történész R. Várkonyi Ágnes társadalomelemző, szociológiai munkának tartotta.
A könyv mindenekelőtt azt a tényt rögzítette, hogy a feudalizmus elmúlt, „a mai kor örökre meghasonlott a középkorral”. A különféle társadalmi csoportok mind átalakulóban vannak, csak az arisztokrácia őrzi még régi jogait. Mocsáry szerint az ő múltjuk „nemzetiség nélküli”; a polgárság nagyrészt idegen eredetű elemekből áll, s létszáma csekély; a parasztság szomjazza ugyan a tudást, fogékony az újra, de elmaradottsága nem teszi lehetővé, hogy az új műveltség alapját képezze. Erre a szerepre egyedül a köznemességet tartotta alkalmasnak. S amint Szalay László, ő is úgy vélte, az új polgárság a felbomló feudális társadalmi csoportok romjain jöhet létre. A régi és az új korszak határán felismerte, hogy jogi értelemben végbement ugyan a polgári átalakulás, de a polgári társadalom még nem jött létre: „nekünk egészen polgáriasodott európaias néppé kell válnunk, félig Ázsia, félig Európa nem maradhatunk.”
A röpirat összességében kedvező értékeléseket kapott. Pesty Frigyes a Magyar Naplóban nem egyszerűen elfogadta a Mocsáry által írottakat, hanem azt is kijelentette, olyan iparosokra van szüksége az országnak, akik képesek hússzoros, akár ötvenszeres értéket is kitermelni a földből. Mocsáryval összhangban sürgette a reáliskolák építését, a technikai, vegytani ismeretek szélesebb körű oktatását. Salamon Ferenc a mű elfogulatlan hangnemét dicsérte, s kiemelte, hogy a szerző láthatóan forgatta a modern természettudományi szakirodalmat.

#### ANemzetiség

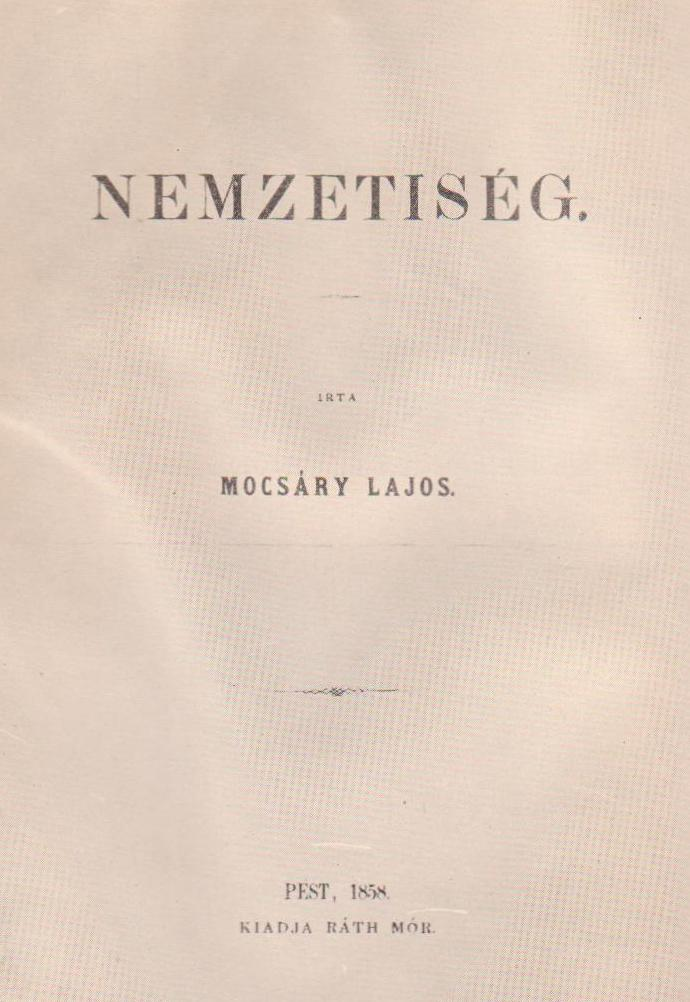
A Nemzetiség címlapja

Mocsáry nemzetiségpolitikai művei sorát az 1858-ban közzétett Nemzetiség nyitotta meg, amely Eötvös József A XIX. század uralkodó eszméinek befolyása az álladalomra című művére válaszul született. Mivel a Bach-korszak viszonyai között szükségesnek tartotta meggyőzni az olvasókat a témafelvetés jogosságáról és a közügyek fontosságáról, a mű hetedét a bevezetés teszi ki. „Mestereink elhallgattak ’s igen gyéren hallatják itt ott szavukat.” „Nemzetünk mint politikai és mint társadalmi testület – beteg” – hangzott helyzetértékelése. Javaslata, hogy „ne foglalkozzunk az elsőnek gyógyitásával, hanem a’ másik bajt gyógyitani, úgy látszik, – alkalmas az idő.”
A mű II–V. fejezetei Eötvös művével foglalkoznak, a VI–IX. a szlávkérdést, a szlávok jövőjét, Oroszország és a pánszlávizmus viszonyát elemzik. Eötvös felfogását a szabadságról és az egyenlőségről Mocsáry maradéktalanul osztotta, ahogy azzal is egyetértett, hogy „az önkormányzás korunk bajai egyedüli orvossága”. A nemzetről, nemzetiségről alkotott véleményük azonban eltért egymástól. Mocsáry szerint Eötvös gúnyosan, szeretetlenül szól e kérdésről, s bár „mint ember, mint hazafi az első sorban áll, úgy látszik a’ nemzetiség iránt nincs érzéke.” Míg Eötvös szerint a nemzeti öntudat egyet jelent a más népek feletti uralom vágyával, Mocsáry álláspontja az, hogy a kettőnek nincs köze egymáshoz: utóbbi csakis dinasztikus érdekeket szolgál.
A röpirat fontosabb gondolatai az évtizedekkel később született művekben is visszatértek. Ezek közül több a nemzeti felsőbbség kérdésköréhez kapcsolódik. Mivel a sors összekeverte a nemzeteket, több alkot egy hazát, illetve vannak nemzetek, amelyek „több részekre vannak osztva ’s több egymás ellenében kikerekített földterületeket vallanak hazájoknak.” Egy hazában azonban „csak egy nemzet lehet uralkodó”. Ha az egyes nemzetek országuk csak egy részét vallják hazájuknak, szét kell válniuk, hogy külön hazákat alkossanak, mint azt a hollandok és a belgák tették. A cseh modellben a népek annyira összekeveredtek már, hogy szétválásuk lehetetlen. Ebben az esetben vagy az lesz a vezető nemzet, amelyiknek a másikkal szemben „természetes felsőbbsége van”, vagy az, amelyik kiharcolja magának ezt a pozíciót. A harmadik modellben több nemzet él együtt, és az egyiknek „minden tekintetben való felsőbbsége van”: ebben az esetben „ez legyen az irányadó és vezető, ’s a’ többinek meg kell alárendelt állapotába nyugodnia, különben örökös sikertelen küzdések mellett maga fog szenvedni”. Mocsáry szerint e típus jellegzetes példája a Kárpát-medence, ahol egyértelműen megállapítható a magyarság szupremáciája. Mindegyik esetre igaz azonban, hogy a vezető szerepről való lemondás nem jelentheti az önálló nemzetiség, nyelv, jellem és szokások elvesztését, sőt, ezeket bármely nemzet „kellő tökélyre ki is fejtheti”. A nemzetiséghez való ragaszkodást ugyanakkor alá kell rendelni „a’ haza iránt való kötelességnek.”
Mocsáry figyelmeztetett arra, hogy a helytelenül kezelt nemzetiségi kérdés Magyarország felbomlásához vagy feldarabolásához vezethet. Erre utaltak már a szabadságharc idején felszínre került konfliktusok is, tehát „valódi szerencse mind nemzetiségünk mind hazánkra nézve, hogy megakadályoztattunk haladni a megkezdett úton.” Más népek nyelvének, kultúrájának, „egyéb nemzeti tulajdonainak” elnyomása, s a sajátunk rájuk erőszakolása „igen kétes kimenetelü ’s kétes erkölcsiségü cselekmény.” A türelmetlenség, az erőszak ellenszenvet és ellenállást vált ki. A pánszlávizmustól félők Mocsáry szerint megengedhetőnek tartják mások megelőzését, hogy „mielőtt tőlünk elfoglalhatna valamit, mi foglaljuk el birtokainak egy részét.”
A kérdés alaposabb megvitatásához és népszerűsítéséhez Eötvössel szeretett volna vitázni, de többszöri találkozásuk ellenére nem került szóba köztük ez a téma. Mocsáry szomorúan állapította meg, hogy a magyar közéletben és sajtóban a nemzetiségi kérdés érdektelennek minősült, pedig „az európai lapok állandó témája ez.” A kor meghozta azonban Kemény Gábor rokonszenvét, akivel hasonlóan gondolkodtak.

#### AProgramm a nemzetiség és a nemzetiségek tárgyában
1860 tavaszán úgy látta, hogy a légkör nem kedvezne egy hosszabb tudományos elemzésnek, így tömör, programszerű röpiratot írt Andornakon. Ez lett a Programm a nemzetiség és a nemzetiségek tárgyában. Mindenekelőtt a kérdés súlyát igyekezett megmutatni. Rávilágított, hogy az abszolutizmus elleni gyűlölet közelítette ugyan a magyar és a többi nemzetiséget, ám mindkét oldalon sokkal erősebb a félelem a másik féltől, mint a hajlandóság a megegyezésre. Mivel a nemzetiségek tartottak a kiváltságaikhoz ragaszkodó magyaroktól, Bécs kihasználhatta ellenünk a helyzetet. Megoldásként a magyarosítás leállítását, a nemesi előjogokról történő lemondást, általános adókötelezettséget, hivatalviselési és birtokszerzési jogot kívánt Mocsáry. Úgy vélte, hogy a felsőház mellett (ahol a magyar nemzeti érdekek érvényesültek) érdemes lett volna az alsóház összetételét a nemzetiségek lakosságon belüli arányaihoz igazítani. Álláspontja szerint ugyanis a földek magyar kézben történő összpontosulása és a felsőház megléte biztosíthatta volna – további elnyomás nélkül – a magyar hegemóniát. Akadtak olyan területek, amelyeken a problémát meglátása szerint a nemesség politikai passzivitása jelentette. A szlovák területeken például azt tartotta volna célravezetőnek, hogy a nemesi családok ne tartsanak nem magyar nyelvű személyzetet, illetve fontosnak tartotta a cserenyaraltatást is. A Felvidéken ez azért is kapott nagyobb hangsúlyt, mert véleménye szerint a nemzetiségi nyelvek közül a szlováknak volt a legnagyobb hatása a magyarra. Ezzel kapcsolatban kijelentette: „Nincs semmi jogunk külsőképpen terjeszkedni más nemzetiségek rovására, hogy minden további lépéseink ez irányban jogtalanok voltak, s a legkárosabb következményeket vonták maguk után.”
A területi autonómia kérdésében úgy vélte, ez egyedül a horvátoknál lehetséges, ugyanis a többi nemzetiség esetében az egyes területek etnikai összetétele túlságosan kevert, így legfeljebb a kitelepítés jöhetne számításba. Sürgette a román nemzet egyenjogúságának kihirdetését. Amiben feltétlenül változásokat kell elérni, az a közéletben, oktatásban, közigazgatásban való részvétel joga az anyanyelv használatával.
A nyelvkérdés a problémák valós gyökere: „Nem fogja senki átlátni, mi az ok a kölcsönös gyűlöletre, hogy egyik tótul, másik magyarul beszél s megszűnnek a nemzeti villongások, mihelyt magát e tekintetben senki sem bántva sem fenyegetve nem érzi” – írta. Azzal a megoldási javaslattal állt elő, hogy az országgyűlés nyelve maradjon magyar, ám nem annak uralkodó jellege, hanem elterjedtsége alapján. Ez maradhatna az ország diplomatikai, azaz hivatalos nyelve is. Ugyanakkor a helyi önkormányzatoknál, a kormányzatban és a közigazgatásban már bármelyik hazai nyelvet lehetne használni. Így a kevert megyékben tapasztalható többnyelvűség tovább erősítheti a közösségi összetartozást, végső soron pedig a magyarországi nemzetiségek érdekazonosságát. Szorgalmazta továbbá, hogy a járások felosztásánál vegyék figyelembe a nyelvi szempontokat is: a tisztviselőknek ismerniük kellene a helyiek nyelvét, kiválasztásuknál a képességet kell figyelembe venni a nemzetiség helyett. Összességében tehát a többletjogok biztosításában nem fenyegetést, hanem az állam erősödésének lehetőségét látta.

### Politikai pályakezdése (1860–1867)
Vélhetően a röpiratok hatásának is betudható, hogy 1860 decemberében Mocsáry bekerült a Borsod vármegyei közgyűlésbe, sőt másodalispánná is megválasztották, amit azonban nem fogadott el Palóczy László ellenzéki politikus mellőzése miatt. Később részt vett a Heves vármegyei mozgalmakban is, valamint a Pesti Napló borsodi tudósítója lett. Cikkeiben az 1848-as alkotmány visszaállítását tartotta kívánatosnak, helytelenítette a választási visszaéléseket. Később felhagyott ezzel a munkával, mivel összetűzésbe került Kemény Zsigmonddal a követválasztásokkal kapcsolatos cikkei miatt.
Decemberben már Mezőkövesd képviselőjeként készült a választásokra. Az 1848 melletti megyei határozatokat állította programja középpontjába. 1861. március 20-án tartották a helyi választást, ám fel kellett függeszteni az ellenérdekeltek által okozott rendbontás miatt. A majdnem két hónappal elhalasztott eseményt végül Mocsáry nyerte meg 1170 szavazattal 990 ellenében. Mocsáry a Felirati Párthoz csatlakozott, hiszen munkássága révén már az országgyűlés előtt ehhez a politikai fórumhoz kötődött.
Nagy vitát robbantott ki a Pesti Naplóban megjelent Megyék eljárása című cikke, amelyben a megyei törvénykezés visszaállításának elkerülhetetlenségéről értekezett. Más írásaiban síkraszállt a nemzetiségek ügyének előremozdításáért, a békés együttélésért is. Igyekezett a teljesíthetőségre törekedni: „Ábránd volna a mi részünkről arra törekedni, hogy magyar ajkúvá váljék minden ember, ki a hazát lakja, épen olyan ábránd volna másajkú honosaink részéről arra törekedni, hogy e hazánk földjén külön államokat alapítsanak.” Ehhez társult még annak kimondása, hogy Magyarország többnemzetiségű, heterogén állam, és a nemzetiségekben feltámadó nemzeti érzés ugyanúgy a polgárosodás következménye, mint a magyar nacionalizmus. Véleménye szerint ezek teljesen párhuzamosan alakultak ki: „A legtökéletesebb analógia létezik a mi nemzeti ébredésünk és a másajkúak nemzeti ébredése közt.” Ismét felhívta a figyelmet a pánszlávizmustól való – szerinte indokolatlan – félelemre. Ennek eredményét elhibázott döntésekben, erőszakos magyarosításban, a magyar nyelv nem megfelelő terjesztésében látta.
Mocsáry 1861 májusában jelent meg először az országgyűlésben. Első felszólalásában elutasította az ausztriai egységtörekvéseket és a felvilágosult abszolutizmust. Rávilágított arra, hogy utóbbi nem tartható fenn sokáig, mert a Habsburg-házon kívül senki nem tartja kívánatosnak. A románok és a szerbek között népszerűségre tett szert a nemzetiségi kérdés megvitatására buzdító nyilatkozataival. Ezek egyelőre nem jártak különösebb haszonnal, mivel Bécs – miután nem sikerült közelíteni álláspontját sem a csehekkel, sem a lengyelekkel, sem a magyarokkal – berekesztette az országgyűlést. Mocsáry úgy gondolta, hogy a háttérben a nemzetiségek összeugrasztásának gondolata húzódott, és a berekesztő irat indoklása egyébként is igaztalan. Abban ugyanis az állt, hogy az 1848-as törvények visszaállítása sértené a többi tartományt. Ám ez a valóságban nem volt helytálló: Magyarország jogilag kapcsolatban állt ugyan Béccsel, de a többi örökös tartománnyal nem, a két ország közötti rendezés tehát nem érintette volna olyan mértékben a többieket, mint azt az uralkodó sugallta.
Úgy vélte, az alapfeltétel „minden egyes országnak önállósága”. Az ő föderációja nem erősen központosított, a népekre erőltetett, hanem a közös gazdasági érdekeken alapuló formáció lett volna. Ebből a szempontból kulcskérdésnek tartotta az örökös tartományok önállósodását, mivel így Bécsnek a népek egymás elleni hangolása okafogyottá vált volna: „Legnagyobb érdekünk fekszik abban, hogy az örökös tartományok minél előbb és teljesebb önállóságra vergődjenek és az alkotmányosság náluk minél mélyebb gyökeret verjen. Ily érdekegyesség mellett, igen csekély eredménnyel kecsegtethetik magukat azok, kik minket összeveszejteni akarnak.” Úgy vélte, a legnagyobb akadály a birodalmi gyűlésen belüli császári többség, amellyel szemben az osztrák föderalista ellenzékiek nem tudnak kellő eréllyel fellépni. Mégis azon az állásponton volt, hogy a demokratikus föderáció megvalósítható, mert az örökös tartományok és Magyarország között „közös az érdek, közös a jövendő és mindenekfelett közös az ellenség.” Ezek a gondolatai itthon sem arattak osztatlan sikert; többen megtámadták, mondván, ez sérthetné az ország területi integritását. Éppen ezért jelentette ki, hogy „ha ők [ti. a nemzetiségek] territóriumot akarnak, mi részünkről el vagyunk határozva hazánk területi épségét minden eszközzel megvédeni.”
Mezőkövesdre visszatérve beszámolt választóinak az országgyűlésről, annak feloszlatásáról és ennek következményeiről. Ezután egy ideig visszavonultan élt, aminek egyik oka A kiegyenlítés című röpirat 1862-es megjelenése után következő rendőri eljárás volt. Az 1861-es közjogi program kidolgozói, Deák és Eötvös ekkorra már feladták korábbi nézeteiket, míg Mocsáry továbbra is úgy vélte, kellő kitartással kivívható az alkotmányos rendszer a Habsburg-házzal szemben. Kénytelen volt szembefordulni a Deák-párttal, s 1865-ben a Balközép Párt színeiben tért vissza a közéletbe: a novemberi választásokon ismét nyert Mezőkövesden.
Az országgyűlésbe felkerülve megírta A kérdések kérdése című röpiratát. Ebben ellenezte, hogy a magyarság birodalmi képviseletet állítson, mivel szerinte ez újabb alkudozással járna. Ausztriának egyébként sincs elég ereje a centralizációra, a poroszoktól elszenvedett vereség is a magyarok tárgyalási pozícióit javítja. A röpirat szerint Bécs megint azzal próbálkozik, amivel a 18. században Mária Terézia: erőszakos megnyilvánulás után békés hangnemben közeledik. A kiegyezés veszélyét Mocsáry a németesítésben látta. Véleménye szerint a kiegyezést előkészítő testületek nem fejezték ki a nép akaratát, ezért a politikai közéletben egyre kevesebb szerepet vállalt. Rámutatott Bécs kettős politikájára: ígéretet tesznek az alkotmányos kormányzásra egyfelől, a legfontosabb területeket kivonják a törvényhozás alól másfelől. Cikkeiben bírálta a Deák-pártot annak szerinte behódoló magatartása és az abszolutizmus átmentéséhez nyújtott segítsége miatt.

### A kiegyezés után (1867–1892)
1867 májusában Mocsáryt Borsod vármegye alispánjává választották. Működése két évéhez elsősorban a közbiztonság javulása, a vasúti közlekedés és az úthálózat fejlődése köthető. Leköszönésekor a város asszonyai és leányai nemzetiszínű nehézselyem zászlót hímeztek tiszteletére.
Az 1869. tavaszi országgyűlési választáson szoros küzdelemben nyerte el az egyik miskolci mandátumot Deák-párti ellenfelével szemben. A következő években képviselői feladatai ellátása mellett Csernátony Lajos lapja, az Ellenőr főmunkatársaként a kormányzat központosító törekvései ellen, a megyei, a települési és az egyházi autonómia érdekében írt cikkeket. A június 1-jei válaszfelirati vitában bírálta a megyei önkormányzat, az egyesületi és a sajtószabadság korlátozását. A bírói hatalom gyakorlásáról szóló törvényjavaslat vitáin ellenezte a bíróságok megyei és járási területi felosztását, és javaslatot tett a bírói tisztséggel összeférhetetlen állások számának csökkentésére. A törvényhatóságok rendezéséről folytatott 1870. júliusi polémia során kijelentette, hogy a Bach-rendszertől a dualizmus csupán annyiban különbözik, hogy korábban a németesítés volt, most a magyarosítás a birodalmi centralizáció eszköze.

#### A Függetlenségi Párt élén (1874–1884)
Az 1870-es évek első felében felgyorsult a Deák-párt, illetve a Tisza Kálmán és Ghyczy Kálmán vezette Balközép Párt közeledése. Az ezt ellenző balközép képviselők egy része Csávolszky Lajos és Mocsáry vezetésével 1873 novemberében kilépett a frakcióból, és megalapította az Elvhű Balközép nevű formációt. A balközép és a Deák-párt egyesülésének előkészítésére decemberben létrejött a Középpárt. 1875 márciusában ment végbe a fúzió, amelynek eredményeként megszületett az innentől kezdve harminc évig kormányzó Szabadelvű Párt. Egyidejűleg az ellenzéki oldalon is átrendeződtek az erőviszonyok.
1874 februárjában feloszlott az Országos 1848-as Párt. Néhány nappal később bemutatták a Magyarország polgáraihoz című kiáltványt, és az egykori negyvennyolcasokból és néhány baloldali képviselőből létrejött az Egyesült Közjogi Ellenzék. Mocsáry – aki ekkor már egy hónapja Kecskemét képviselője volt – cikkben méltatta az eseményt. Főmunkatársa lett a frissen megalapított Egyetértés című ellenzéki napilapnak, majd a közjogi ellenzék május 17-ei népgyűlésén létrehozott Függetlenségi Párt elnöke lett. Célul tűzte ki a negyvennyolcasok, a közjogi ellenzék és a balközép összefogását, ám ez nemcsak utóbbiak szétforgácsolódása miatt nem valósulhatott meg, hanem azért sem, mert a liberális-demokratikus reformot támogató Irányi Dániel negyvennyolcasai önálló pártként működtek a következő évtizedben.
Bár a függetlenségiek 1875 és 1881 között megháromszorozták mandátumaik számát (harmincról kilencvenre), a pártban kezdettől fogva nem mutatkozott egyetértés sem a függetlenségi, sem a nemzetiségpolitika főbb irányait illetően. A különféle csoportok nemcsak egymással, hanem alkalomadtán saját, taktikázásra és alkalmi szövetségkötésekre képtelen elnökükkel, Mocsáryval is szembekerültek. Pozíciójának gyengülését mutatta, hogy amikor a tiltott toborzásért bebörtönzött Svetozar Miletić szerb képviselő érdekében írt vezércikke miatt a kormánypárti sajtó részéről támadások érték, a kecskeméti függetlenségiek csak félszívvel támogatták. (Az 1878-as választások után már kiskunhalasi mandátummal jutott be az országgyűlésbe.) Az 1879-es népiskolai törvényjavaslat vitája során bírálta a magyar nyelv kötelező oktatásának bevezetését, de felszólalását saját párttársa, Madarász József is magánvéleménynek minősítette.
Mocsáry évekig próbálta fenntartani a pártegység látszatát, ám 1884-re nyilvánvalóvá váltak az ellentétek. Ősszel egyesült a függetlenségi tábor, és az újonnan létrejött Függetlenségi és Negyvennyolcas Párt irányítója Irányi Dániel lett. Programjukban követelték a személyes szabadságjogok, a vallásszabadság biztosítását, a katonaidő leszállítását és a maradék kiváltságok megszüntetését, valamint a közös hadsereg, a közös minisztériumok és a delegációk eltörlését, de a teljes állami függetlenség helyett megelégedtek a perszonálunióval. Ettől fogva Mocsáry az országgyűlésben is kevesebbszer szólalt fel.

#### Utolsó évei az országos politikában (1887–1892)
Az 1886-os közoktatásügyi költségvetési vitában Irányi szembehelyezkedett Mocsáry nemzetiségbarát álláspontjával. A végső szakítás 1887-ben következett be. Az előzményekhez tartozott, hogy január 25-én Miša Dimitrijević szerb képviselő fölemlegette a nemzetiségi sérelmeket, és Mocsáryt nevezte meg az egyetlennek, aki „tisztán érez” a nemzetiségek iránt. A ház derültséggel fogadta ezt a kijelentést. Két hét múlva, február 15-én Mocsáry nagy beszédben ostorozta a magyar politikai elitet, amiért nem tartja be az 1868-as nemzetiségi törvény rendelkezéseit. Sérelmezte, hogy Lőcsén kizártak nyolc tanulót a gimnáziumból, mert egyikük lakásában szlovák lapokat olvastak és szlovák dalokat énekeltek. Kis-Küküllő vármegyében pótadót vetettek ki a köztudottan magyarosítási célt szolgáló Erdélyi Magyar Közművelődési Egyesület javára. Utalt Dimitrijevićre, aki legutóbb elmondta, választókerületében minden szerbül írt beadványt és mellékletet visszautasítanak a bíróságok. „A kormány erős hatalmat lát a sovinisztikus áramlatban, azért nem mer ellene fellépni” – jegyezte meg. Külpolitikai vonatkozásban megemlítette, hogy a szomszédos államok szövetségére csak akkor számíthat az ország, „ha sikerülne helyes nemzetiségi politikát inaugurálnunk.”
A beszédet általános elutasítás fogadta, Dimitrijević kéznyújtása a szemtanú szerint „gúnyos derültséget” váltott ki. A függetlenségi Lükő Géza így kiáltott fel: „Nyissák ki az ablakokat! Ki kell szellőztetni a termet ez után a beszéd után!” A Függetlenségi és 48-as Párt még aznap este értekezletet tartott, amelyen megállapodás született Mocsáry nézeteinek elítéléséről. Irányi Dániel másnapi napirend előtti felszólalásában elhatárolódott a beszédtől. Tisza miniszterelnök kijelentette, hogy sajnálja Mocsáryt, „mert szándéka ellenére egyetért azokkal, akik a magyar fajt üldözik.” Mocsáry hamarosan bejelentette kilépését a pártból. Saját kerületében alkalmi népgyűlés hirdette ki, hogy helyteleníti képviselője állásfoglalását. Ez volt a harmadik „puccskísérlet” ellene Kiskunhalason: 1881-ben Jókai Mórt, majd Tanárky Gedeon közoktatásügyi államtitkárt, 1884-ben Vári Szabó István polgármestert próbálták meg – sikertelenül – kijátszani ellene. Bár a helyi függetlenségi pártszervezet bizalmi nyilatkozatban állt ki mellette, Mocsáry nem vállalta többé a kiskunhalasi polgárok képviseletét.

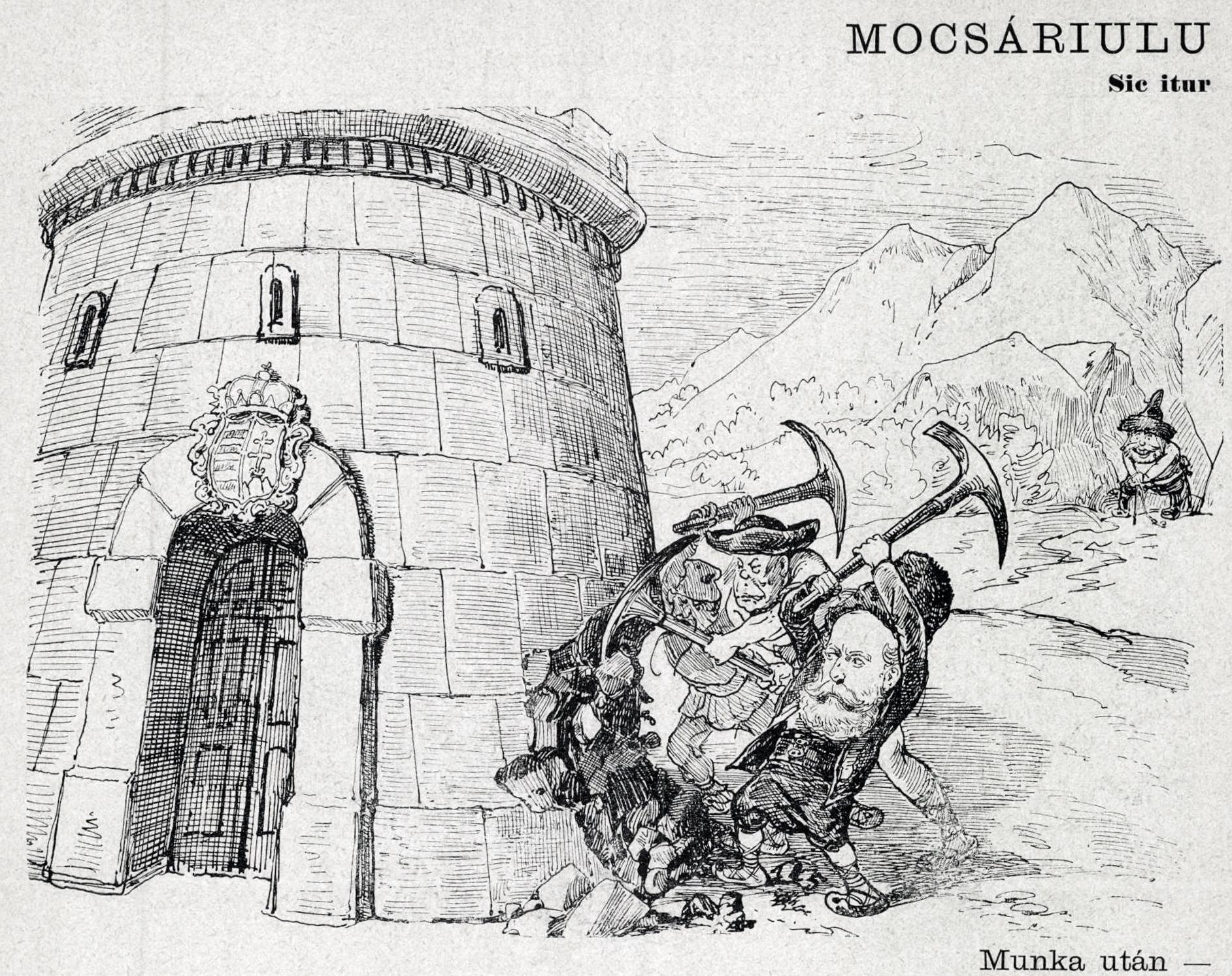
A Bolond Istók 1887-es karikatúrájának első része

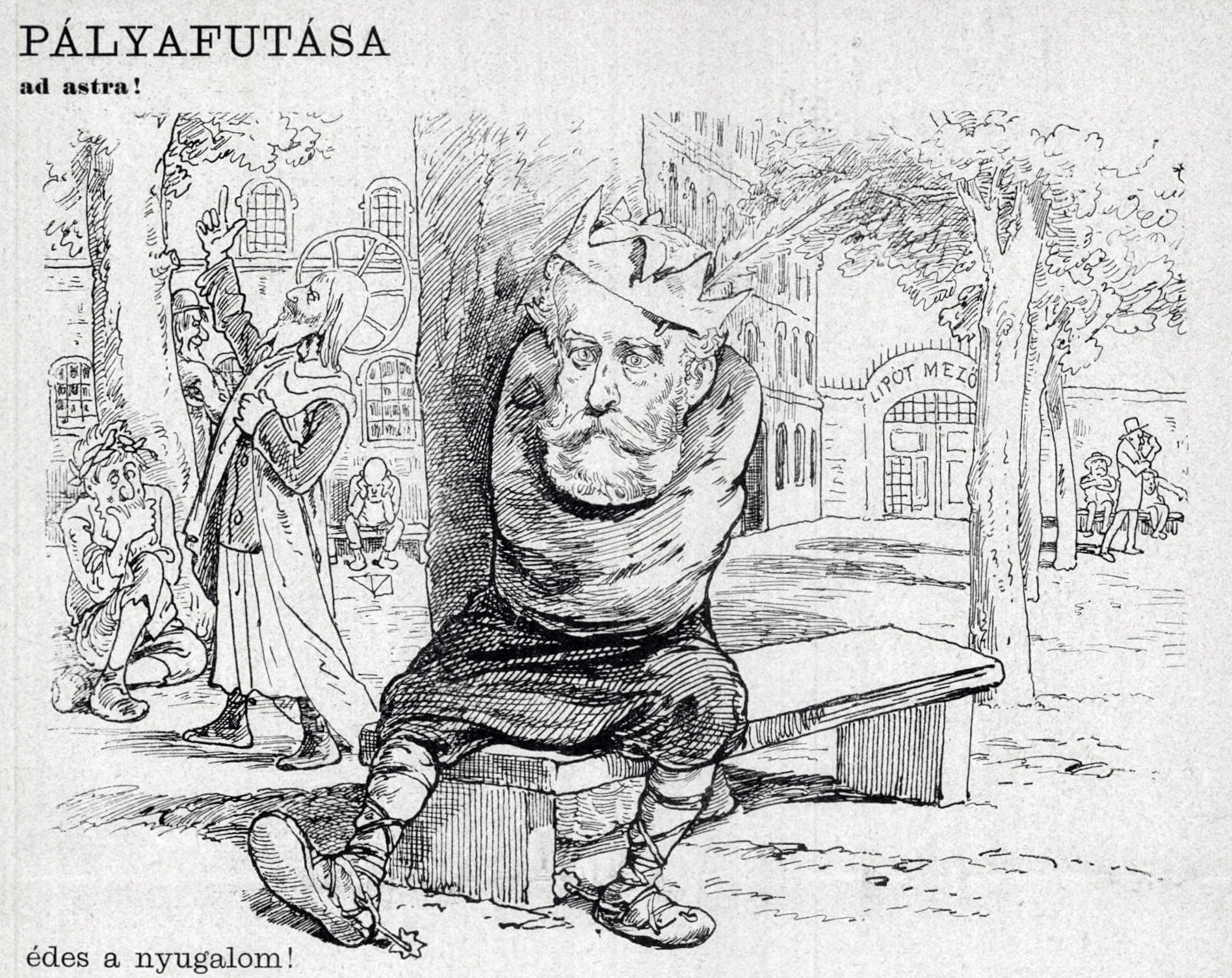
A Bolond Istók 1887-es karikatúrájának második része

Örömmel mondott igent az újvidéki szerbek felkérésére. A városban fényes fogadtatásban részesült: négylovas hintóval fogadták, beszéde alkalmából teljesen megtelt a Nemzeti Színház, szállásánál fáklyásmenetet tartottak. A vesztegetési ügyektől és visszaélésektől hangos választáson mégis vereséget szenvedett a kormánypárti técsői Móricz Páltól. A kudarcban szerepet játszott a nemzetiségi pártok megosztottsága, a kormány által kirendelt kétszáz tisztviselő szavazata és a kormányt támogató pátriárka ellenpropagandája is.
1888 februárjában a nemzetiségi képviselő passzív rezisztenciája és lemondatása miatt új választást írtak ki a karánsebesi választókerületben. A győztes mandátumát szintén megsemmisítették, ezért május 26-ára meghirdették a harmadik választást is. A Román Nemzeti Párt Andornakra látogató küldöttsége – hangsúlyozva, hogy nem a román, hanem a haza ügyének képviseletére kérik – ekkor Mocsárynak ajánlotta föl az indulás lehetőségét, akit ezután egyhangúlag a karánsebesi kerület képviselőjévé választottak. A magyar sajtó árulásról, hűtlenségről beszélt. A Budapesti Hírlap szerint ennek a „kivert, öreg bikának” „se pártja, se nemzete, se helye a politikában”. A félhivatalos Nemzet Mocsáry hűtlenségét „napjaink történetének minden esetre egyik legsötétebb lapjának” nevezte. A Pesti Napló komikusnak tartotta a helyzetet, míg a Kolozsvár elsöprő országgyűlési vihart vizionált a passzív rezisztenciával tüntető román képviselők utódával szemben. Ezúttal a nemzetiségi lapok sem fogadták feltétlenül pozitívan a hírt.
Nincs jele annak, hogy Mocsáry valaha járt volna Karánsebesen. Mint egy 1889-ben kelt levelében írta: „Én csak elméletben vagyok nékik képviselőjük.” Képviselősége jelentőségét abban látta, hogy választói „elismerésüket akarták tanúsítani, mert bár az én nemzetiségi programom az övékkel nem azonos, jól esett nekik […] az a méltányosság, mellyel én a nemzetiségi kérdésben évek óta minden alkalommal nyilatkoztam.” Felszólalásait rendre hangos tiltakozások kísérték; 1891 januárjában például Herman Ottó követelte az 1868-as „papirostörvény” eltörlését, nehogy bárki a törvényhozásban „a magyar állam jogai ellen feltámadjon”. Választóinak küldött 1892. január 2-ai beszámolójában (egyben búcsúlevelében) Mocsáry kijelentette: „Nekem igyekeztek bizonyos részről megkeseríteni ezt a mandátumot, de azért nyilvános pályám legbecsesebb emlékei közé fog tartozni annak viselése.”

#### Az 1880-as évek röpiratai
Mocsáry ezekben az években három jelentős művet publikált. Az 1886-os Néhány szó a nemzetiségi kérdésről lényegi mondanivalóját tekintve megegyezik harminc évvel korábbi röpirataival. Mint írta: „nincs fontosabb ügyünk, mint a nemzetiségi kérdés; de nagy fontosságával még nem számoltunk le.” A Néhány szó… még mindig számol a probléma tisztességes megoldásának lehetőségével: ehhez csak az 1868-as nemzetiségi törvény becsületes végrehajtására, a nemzetiségek kulturális törekvéseinek támogatására, a nemzetiségi nyelvű tanintézetek segélyezésére, a hivatalok igazságosabb elosztására, a „botrányos erdélyi választási törvény” módosítására és a közművelődési egyesületek ténykedésének korlátozására van szükség. A románok esetében szerinte különösen sok sérelem „van felírva a rézfokos nyelére”. Míg az ország lakosságának 20, az állami hivatalnokoknak mindössze 2%-a román nemzetiségű, és ők is jobbára „a legalantasabb állásokat” foglalják el; főispán egy sincs közöttük. A görögkatolikus és ortodox egyházi ügyek osztályán nincsenek román tisztviselők. Bíráikat nem román területekre küldik, míg az ottani vidékeken a románban kevéssé jártas vagy teljesen járatlan bírák ítélkeznek. Erdélyben ötször akkora jövedelmű földbirtokhoz van kötve a választójog, mint Magyarországon, ami a románokat távol tartja a választásoktól.
A közművelődési egyesületek tevékenységéről úgy vélte, „pozitív eredménye alig lesz más, mint a nemzetiségek alarmírozása.” Álnéven írt műve, A közművelődési egyletek és a nemzetiségi kérdés egyik legélesebb bírálója Erődi Dániel nagykikindai gimnáziumi tanár és lapszerkesztő volt, aki terjedelmes röpiratban támadta Mocsáry nézeteit. Az írói hiúság számlájára írta a munka megjelentetését, hiszen a politikus nemzetiségi kérdéssel kapcsolatos álláspontját egyhangúlag, „pártkülönbség nélkül” utasítja el a magyar sajtó, amely a „közvélemény helyes kifejezője”. Erődi a bevezetőben a „magyar nemzet elleni merényletnek” titulálta Mocsáry esszéjét. Vádja, hogy Mocsáry államot csinálna az államban a nemzetiségekből, azokat „ekképpen az állami egység rovására a centrifugalis tendentiák tényezőivé emeli”. Erődi meglátása szerint egyébként is csak egy pártelnöki ambíciókat dédelgető politikus szavazatszerző akciójáról van szó: „Ti nemzetiségek! akarjátok-e az önálló független Magyarországot? …ha a válasz igen: tudjátok meg, hogy más politikai pártban nincs helyetek, csak a függetlenségi pártban, az én pártomban: Azért jertek, boruljatok ide keblemre!” Erődi szerint a közművelődési egyesületek hiánypótló feladatot látnak el, és nem a nemzetiségeknek, hanem a tudatlanságnak üzentek hadat. Működésüket éppen a jogegyenlőség igénye követeli meg, éppen ezért érthetetlen, hogy Mocsáry „szánalmas vagdalkozást visz véghez” ellenük, s „a magyar nyelv elleni szerencsétlen küzdelmében” még azt az „ultra nemzetiségi” állítást is elfogadja, hogy a magyar nyelv terjesztése akadályozza művelődésüket.
A régi magyar nemes című röpirat Grünwald Béla magyarosító és központosító nézeteivel szállt vitába. Grünwald meggyőződése volt, hogy az erős és egységes nemzetállam létrejöttét hátráltatja a megyék önkormányzata, a köznemesség szűk látóköre. Mocsáry maga is ostorozta utóbbit a nemzetiségi kérdés iránt tanúsított érzéketlensége miatt, becsületességét, jólelkűségét, hazafiságát azonban megkérdőjelezhetetlennek tartotta.

### „Andornaki remetesége” évtizedei
Az 1890-es években fokozatosan hanyatlott egészségi állapota, egyre kiábrándultabbá vált a magyar politikai életből. A sajtóban megjelent alaptalan híresztelések tovább rontották kedélyállapotát. 1892 nyarán a Pesti Naplótól volt kénytelen helyreigazítást kérni a román memorandummal kapcsolatos kijelentései elferdítése miatt. 1894 tavaszán ugyanez a lap torzította el a református konventen mondott beszédét.
Ilyen körülmények között vállalta a miskolci képviselőjelöltséget Herman Ottó oldalán 1896-ban. Noha Irányi Dániel 1892-es halála óta kapcsolata a Negyvennyolcas Függetlenségi Párttal javult, a párt hivatalos jelöltjei között nem szerepelhetett. Ellenfele Miskolc északi kerületében a kormánypárti Lánczy Leó, a Pesti Magyar Kereskedelmi Bank elnöke volt, akit jól szervezett propagandaszervezet támogatott. Vele szemben Mocsárynak sem a sajtóban, sem a politikai életben nem akadt támogatója – veresége elkerülhetetlen volt. Harmadik választási kudarca jelentette közéleti pályafutása végét.
Élete hátralévő húsz évében több röpiratot szánt a Függetlenségi Párt előtt álló feladatok, egyet (1905-ben) a nemzetiségi kérdés tárgyalásának. E korszak legnagyobb lélegzetű műve A közösügyi rendszer zárszámadása, amely 1902 tavaszán látott napvilágot. Ebben Mocsáry a dualizmus rendszerének átfogó bírálatát nyújtotta. Véleménye szerint „az 1867-i kiegyezés nem volt egyéb sikerületlen kísérletnél, annak a problémának megoldására, hogy miként élhetnénk együtt Ausztriával.” A Monarchiát feszítő ellentétek a 67-es alap megszűnését és a 48-as alap helyreállását eredményezhetik, ami még mindig nagy engedmény lenne a magyar nemzet részéről, mivel „a perszonálunió is unió, és nem teljes állami függetlenség”. Ha ez mégsem működne, a nemzet kénytelen lenne a teljes állami függetlenség mellett kiállni. Ez jelentené a kiutat a Függetlenségi Párt számára is, amely akár az obstrukciót is bevethetné céljai elérése érdekében. Mocsáry a gazdasági elmaradottságért is a kiegyezést kárhoztatta: ezen a téren a külön vámterület megvalósításától remélte a megoldást.
A nemzetiségi kérdésről szóló fejezet adatait nemzetiségi forrásból vette a szerző. Ismét megállapította, hogy a függetlenségi politika sikeréhez a nemzetiségekre is szükség van, a függetlenségi és a nemzetiségi politikát tehát össze kell hangolni. A soviniszta szemlélet, az idegengyűlölet példájaként a Budapesti Hírlap Svetozar Miletić halála alkalmából megjelent, igen ellenséges hangvételű vezércikkét hozta föl példának. „Annyi bizonyos, hogy az ilyen beszédekkel lehet legjobban becsepegtetni vérig sértett keblekbe kiolthatatlan gyűlöletet, mely adott alkalommal atrocitásokban nyilatkozik” – állapította meg. A Függetlenségi Pártnak tehát döntenie kell: „Választani kell a két politika között. Vagy a magyarosítás, vagy a függetlenség. Mind a kettőt együttesen komolyan folytatni nem lehet.”
A magyar sajtóban nem keltett különösebb visszhangot a könyv. Az ellenzéki lapok is csupán ismertetéseket írtak róla, egyedül a nemzetiségi sajtó fogadta lelkesedéssel a művet.
Megmaradt nemzetiségi kapcsolatai közül kiemelendő Andrej Kmeťtyel folytatott levelezése. 1895 tavaszán a szlovák tudós és kultúrpolitikus felkérésére – sikerrel – közbenjárt a Szlovák Múzeumegylet alapszabályainak minisztériumi megerősítése érdekében. Ennek a segítségnek különleges jelentőséget adott az a tény, hogy a szlovákságnak a Matica slovenská 1875-ös betiltása óta nem volt önálló tudományos vagy kulturális egylete. Ez a segítség alapozta meg a két kultúrpolitikus barátságát és tíz éven át tartó levelezését, amely – az andornaki kéziratos hagyaték java részének elpusztulása miatt – egyben becses forrásanyag Mocsáry életének utolsó szakaszáról. Levelei képet adnak az ország „gyarmati” helyzetéről, a „soviniszta” cenzorokról alkotott véleményéről éppúgy, mint erdélyi román és szász barátaival folytatott levélváltásairól, kapcsolatáról a Lev Nyikolajevics Tolsztoj és Bjørnstjerne Bjørnson által szerkesztett Le Courrier Européen című párizsi politikai hetilappal. (Ekkoriban néha utóbbi volt egyetlen publikációs fóruma; a szerkesztők a lap magyarországi főmunkatársaként hivatkoztak rá. Azonban a nyugat-európai kapcsolatot is megterhelte az a konfliktus, amely a Mocsáry szerint a lapban túlzott teret kapott nemzetiségi propaganda miatt robbant ki: a magyar nép elleni rágalomhadjárat miatt összekülönbözött Bjørnsonnal.) Kmeť halála egyben nemzetiségi kapcsolatai lezárulását is jelentette. A Szlovák Múzeumegyletnek küldött részvétlevelét a szlovák sajtó vezércikkekben ismertette és méltatta.
Az 1906-os választások alkalmából Kossuth Ferenc felajánlotta számára a nagykőrösi kerületben való indulás jogát, de Mocsáry ezt visszautasította. A Függetlenségi Párt koalíciós szereplését árulásnak tartotta. Amikor 1907 őszén egyik függetlenségi a másik után hagyta el a pártot, nyílt levélben kelt védelmükre, bár a Lengyel Zoltán által felkínált vezéri posztot nem fogadta el. Mindent elárultak! című 1907. decemberi cikkében jogfeladással és korrupcióval vádolta meg a koalíciót. Bosznia annexiójával kapcsolatban kijelentette: „Nekünk semmi tekintetben, semmi áron nem kell Bosznia…” Cikkeit jobbára a polgári radikálisok lapjaiban jelentette meg. Egyik utolsó írása már a szocialista, galileista eszmének is helyet adó Szabadgondolat nemzetiségi számában látott napvilágot. A Polányi Károly társszerkesztőhöz címzett levelében így fogalmazott: „Nem keresem a köztük [ti. a sovinizmus ellen küzdő különféle értelmiségi csoportok között] más politikai kérdésekben fennforogható differenciákat, a nemzetiségi kérdésben elvtársak vagyunk.”
A közéletből szinte teljesen eltűnt Mocsáryt az 1900-as években egyes vidékeken halottnak hitték. Az Olteanul című fogarasi hetilap például már 1909 nyarán elbúcsúztatta mint „a nemzetiségek legőszintébb magyar barátját”. Ezekben az években állandó testi fájdalmak kínozták; mint írta: „Nem ér semmit sem a lábam, sem a fülem, sem a szemem.” Politikai naplóján dolgozott, és már csak egy-két emberrel tartotta a kapcsolatot. Mezei Ernővel a Függetlenségi Párt újjászervezésének szükségességéről, a koalíciós politizálás veszélyeiről értekezett. (Őt és Kovács Lajost gyakorta vendégül látta Andornakon.) Kapcsolatban állt Herman Ottóval és Eötvös Károllyal. 1912-ben hosszú levélben bírálta Jászi Oszkárnak a nemzetiségi kérdéssel foglalkozó könyvét.
Mocsáry Lajos 1916. január 8-án hunyt el érelmeszesedésben. Családja visszaemlékezései szerint halálos ágyán a régi Függetlenségi Pártot emlegette.

## Utóélete

### Halálhíre a sajtóban
A radikális sajtó „hatalmas mozgató eszmék látnoki megérzőjeként” emlékezett meg Mocsáryról, akinek azért kellett eltűnnie a közéletből, mert az idő nem érett meg „igaz liberalizmusára”. A szabadelvű Az Ujság egyebek mellett szellemi és szónoki képességeit méltatta, s hangsúlyozta, Kossuth Lajos is őt értékelte a legtöbbre a függetlenségi politikusok közül. A Pesti Hírlapban Mezei Ernő búcsúztatta.
A szlovák Národnie noviny nekrológja részletesen ismertette Mocsáry pályafutását, megemlékezett fontosabb röpiratairól és a kulturális egység programját elutasító álláspontjáról. A Gazeta Transilvaniei szerint Mocsáry elhunyta a románság számára nem csupán személyes veszteség, hanem a „modern és megértő politikai magatartás végét jelenti”. A Siebenbürgisch-Deutsches Tageblatt című erdélyi szász lap a magyar függetlenségi gondolat Kossuthnál is következetesebb képviselőjeként emlékezett meg róla, akit azonban idealizmusa és „hajlíthatatlan következetessége” megakadályozott abban, hogy hatásos politikát folytasson.

### A két világháború között
A két világháború között megjelent magyar történeti összegzések egyáltalán nem vagy alig beszéltek róla.
Szekfű Gyula először 1920-ban napvilágot látott Három nemzedéke háromszor hivatkozik a Keménynél és Eötvösnél „egyszerűbb egyéniségű” Mocsáry műveire. Leghosszabban, mintegy fél oldalon a Nemzetiséget citálja, amelyet „lehetetlen meghatottság nélkül olvasni”, hiszen a történelmi tények „vádlólag nem ellenünk, hanem a nem-magyar nemzetiségek ellen szólnak, kik elvakultságukat osztrák-orosznak eladva, a haladás és humanizmus ügye ellen harcoltak.” Mocsáry nyilatkozatai fölött „filozófia és lángész magasságában trónol Eötvös Józsefnek rendszere nemzetiség és állam összeegyeztetéséről.” Szekfű néhány éve előkerült és publikált Rövid magyar története még ennyi teret sem szán Mocsárynak: a nemzetiségi kérdést taglaló fejezetben egyszer sem bukkan fel a neve. A hangsúly itt is a nemzetiségek „szervezkedéseire” esik, s a szlovák gimnáziumok megszüntetéséről és a Matica slovenská betiltásáról is csak ez áll a szövegben: „Ez azonban jóformán az egyetlen aktív lépés volt a nemzetiségek ellenében a kormány részéről.” A bezárások oka ráadásul az volt, hogy „mindezekben a tagok, tanárok és diákok a magyar állam ellen irányuló politikai propagandát folytattak, s cseh és horvát pánszláv körökkel érintkezésben állottak.”
Asztalos Miklós és Pethő Sándor egykötetes magyar történetének Szekfű által írt előszava a korábbiaknál „mélyebb, őszintébb, magyarabb történetet” ígér. A megfelelő fejezet a szlovák gimnáziumok bezárása kapcsán beszél Mocsáryról, aki „éppen a függetlenségi politika érdekében” ellenezte Tisza Kálmán kormányának nemzetiségpolitikáját, miközben „az ellenzék is tapsolt Tisza erélyének.”
Az Amerikába emigrált Jászi Oszkár A Habsburg-monarchia felbomlásáról írt 1929-es monográfiája Mocsáryról mint „a magyar függetlenségi mozgalom ragyogó vezéralakjáról”, „Kossuth hagyományainak utolsó őrzőjéről” beszél, akinek „politikai visszavonulása után akadálytalanul bontakozott ki a magyar nacionalizmus.” A szerző főként A közösügyi rendszer zárszámadása megállapításait hasznosította művében.
A Mocsáry-irodalom érdekesebb darabjai ebből az időszakból Szepessy Orbán Emlékbeszéd Mocsáry Lajos centenáriuma alkalmából, Gogolák Lajos Mocsáry Lajos és a nemzetiségi kérdés című munkái, valamint a Szatmári Mór-féle Húsz esztendő parlamenti viharai vonatkozó fejezete.

### A második világháború és a rendszerváltás között
A második világháború után – elsősorban a politikai viszonyok megváltozása miatt, illetve Kemény G. Gábor és Tóth Ede munkásságának köszönhetően – a korábbinál sokkal nagyobb figyelem övezte Mocsáry Lajos tevékenységét.
1945. szeptember 21-én tartotta alakuló közgyűlését a Magyar–Román Társaság, amely egy évvel később, október 25-én emlékünnepséget rendezett Mocsáry tiszteletére. Az eseményen Kodály Zoltán elnöki megnyitója után Kosáry Domokos értékelte az ünnepelt tevékenységét. 1947. április 29-e és május 7-e között tartották a társaság szervezésében a román kultúra hetét, amelyen Petru Groza román miniszterelnök és nyolcvanfős kísérete is részt vett. Ebből az alkalomból május 3-án felavatták a Mocsáry Lajos Kollégiumot, ahol a fordulat évéig speciális szemináriumokon tanulmányozták a hallgatók a közép-európai történelmet, a nemzetiségi kérdést, a román nyelvet és a névadó életútját és munkásságát. Az andornaki kúriában tervezték létrehozni a Duna-völgyben élő művészek és tudósok szabadegyetemét. Végül sem ez, sem a Mocsáry-szobor felállítása nem valósult meg: az épület államosítása után szociális intézményt nyitottak benne.
1976-ban, Mocsáry születésének százötvenedik évfordulója alkalmából három tudományos emlékülést rendeztek: október 26-án a Magyar Tudományos Akadémián, november 2-án – a Hazafias Népfront és a Heves Megyei Tanács szervezésében – Egerben, végül november 24-én az Eötvös Loránd Tudományegyetem Bölcsészettudományi Karán. A napilapok saját megemlékezéseiken kívül az emlékülésekről is tájékoztattak. Ezek anyagát, az évforduló kapcsán született cikkeket és tanulmányokat, Mocsáry három röpiratának szövegét és Samuel Štefanovičcsal való, addig kiadatlan levélváltását, valamint Kemény G. Gábor minden addiginál teljesebb bibliográfiáját tartalmazza a Tóth Ede által összeállított, 1979-ben napvilágot látott Mocsáry Lajos emlékkönyv.
Mocsáry röpirataiból, beszédeiből, cikkeiből, leveleiből és feljegyzéseiből, valamint a működését kommentáló egykorú írásokból Kemény G. Gábor tett közzé bő válogatást 1958-ban. A kötet bevezető tanulmánya szolgált későbbi (1960-as, 1972-es és 1977-es) életrajzi feldolgozásai alapjául. „Egész életművéből az egymás mellett élő népek közötti együttműködés egyetemes vágya csendül ki a barátságtalan kor hangzavarából…” – írta Kemény 1958-ban.
Tóth Ede 1967-ben jelentette meg monográfiáját Mocsáry politikai pályafutásának első, a Függetlenségi Párt megalapításáig tartó szakaszáról. Értékelése szerint „nézeteit csak a szocialista nemzetköziség elvi magaslatáról lehet a magyar haladó gondolkodás történetébe megfelelően beilleszteni.” Mocsáryt a nemzeti kérdés demokratikus szemléletének kialakítójaként, kiművelőjeként jellemzi. Ugyancsak Tóth Ede publikálta a hajdan elkobzott és sokáig elveszettnek hitt A kiegyenlítés című röpirat néhány részletét.
A Kádár-korszakban készült terjedelmesebb összegzések közül a Molnár Erik-féle Magyarország-történet második kötete néhány sorban vázolja fel Mocsáry útját az elszigetelődésig, a mélyebb elemzéstől tartózkodik. A Hanák Péter által szerkesztett 1975-ös egyetemi tankönyv behatóan foglalkozik nemzetiségpolitikai elgondolásaival és a Függetlenségi Pártban betöltött szerepével. A tízrészes Magyarország-történet hatodik kötete részletesen ismerteti pályafutását, a Függetlenségi Pártban betöltött szerepét, nézeteit a köznemességről, a közigazgatásról és a nemzetiségekről.

### A rendszerváltás után
A rendszerváltás után megjelent összefoglaló jellegű művek közül Gyurgyák János 2007-es eszmetörténeti monográfiája foglalkozott a legkimerítőbben a Mocsáry-életművel. Gyurgyák a dualizmus korának „egyik legizgalmasabb, s minden bizonnyal legbátrabb”, „többször hazaárulónak kikiáltott, majd végképp elfelejtett” politikusaként jellemezte Mocsáryt. A nemzetiségi kérdésről szóló művek ismertetése mellett főként a Grünwald-vitának szentelt nagy teret.
Bertényi Iván és Gyapay Gábor népszerű egykötetes magyar történeti összefoglalója „a Függetlenségi és 48-as Párt kiemelkedő tagja”-ként említi, s egy, az erőszakos magyarosítás veszélyeiről tett kijelentését idézi. A Pannonica Kiadó rangos szerzők által jegyzett kiadványa „a nemzetiségi kérdés iránt kellő megértést mutató” politikusként jellemzi Mocsáryt, és idézi véleményét a magyar nemzeti függetlenség és a nemzetiségi politika összefüggéséről. A Romsics Ignác főszerkesztésében megjelent 2007-es Akadémiai-kiadványban egyetlen szó sem esik Mocsáry nemzetiségpolitikai szerepéről, csupán pártelnöki posztjára találunk utalást.
A kortörténeti összefoglalók közül Diószegi István kismonográfiája szintén csak pártelnökként említi Mocsáryt, ahogy a Nemzeti Tankönyvkiadó 1999-es felsőoktatási tankönyve is. A Pannonica Magyar Századok című sorozatának egy évvel később megjelent vonatkozó kötete és az Osiris Kiadó egyetemi tankönyve egyetlen idézet erejéig szerepeltetik Mocsáryt. A Nemzeti Közszolgálati és Tankönyvkiadó 2014-es A közigazgatás-tudományi nézetek fejlődése című átfogó műben Koi Gyula Mocsáryt is számon tartja a közigazgatástan korai művelői között.

## Emlékezete
A Népjóléti Minisztérium 1992-ben létrehozott Mocsáry Lajos Alapítványa 2004-ig segítette a határon túli magyarságot. A szervezet által 1996-ban alapított Mocsáry Lajos-díjjal évente három-négy személyt jutalmaztak meg. 2002 óta Mocsáry nevét viseli egy füleki magyar tannyelvű iskola.
1976 óta márványtábla őrzi emlékét Andornaktályán. Az első Mocsáry-térplasztikát, egy feliratos andezittömböt 1986. október 25-én állították fel a kurtányi udvarház mellett. A család 1767-től használt, a 20. század folyamán erőteljes pusztulásnak indult sírhelyén 1996. október 23-án avattak emlékművet.
Andornaktályán, Eger Csákó nevű városrészében, Losoncon és Füleken utca viseli nevét.

## Galéria

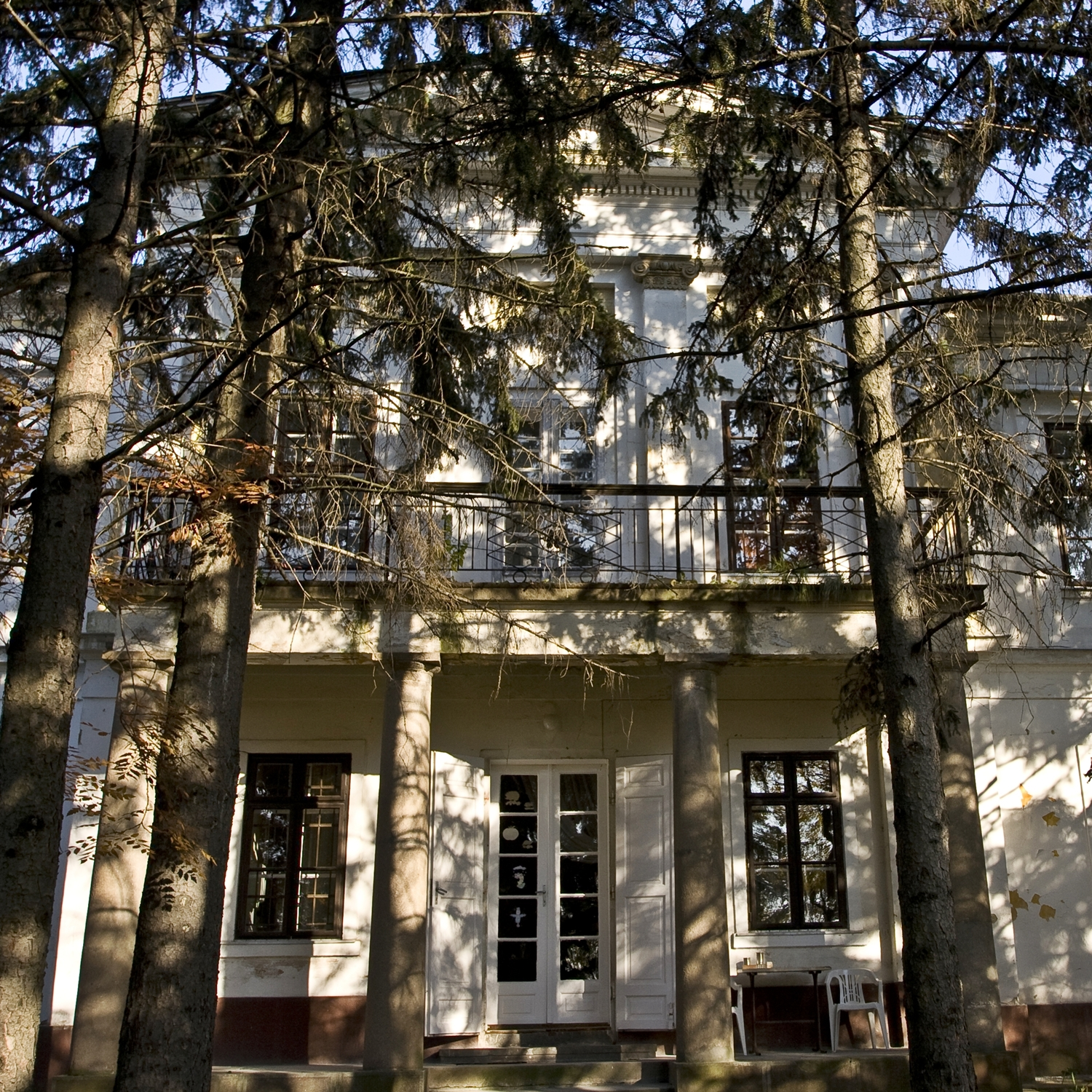
Az andornaktályai kúria főbejárata
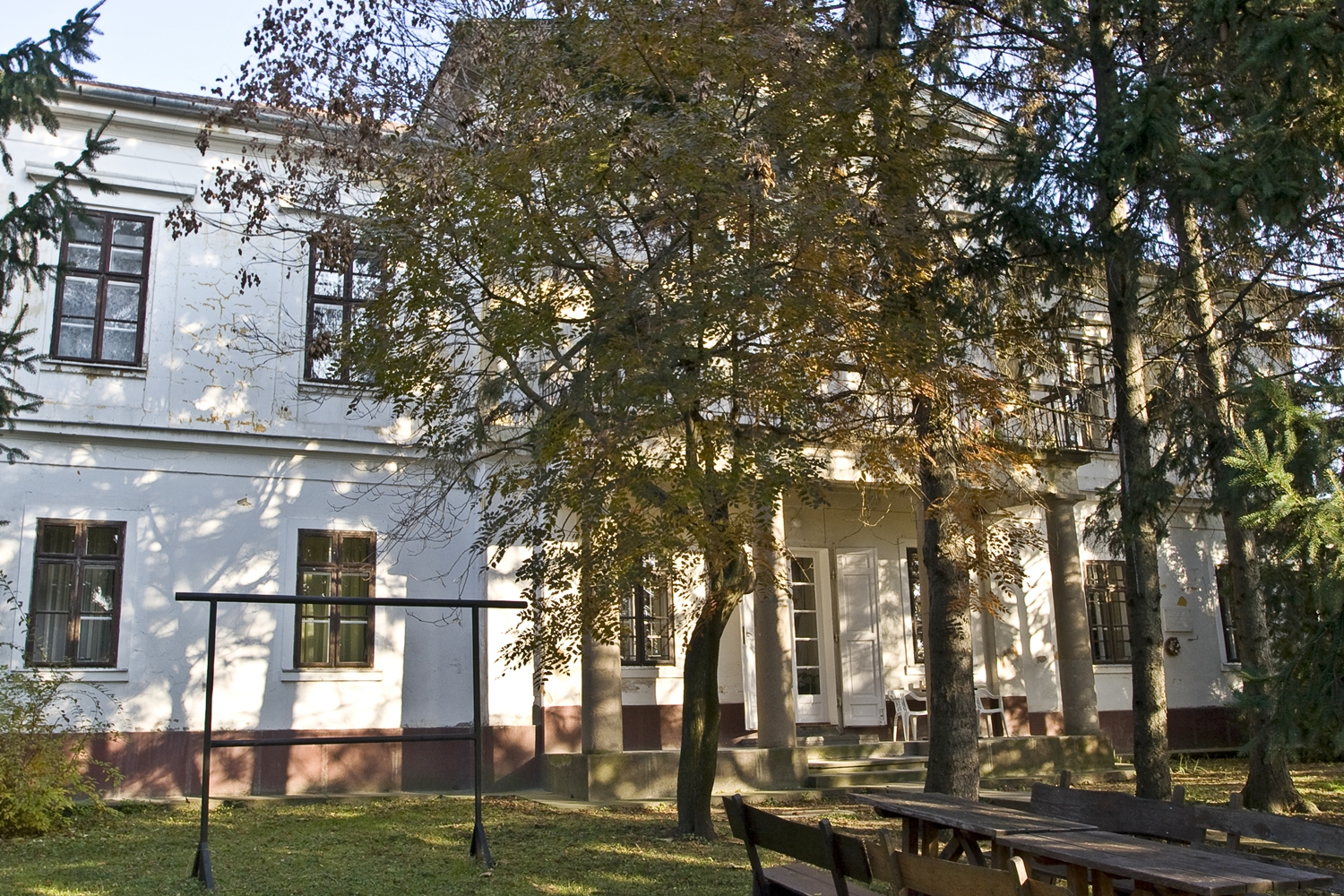
A kúria főhomlokzata
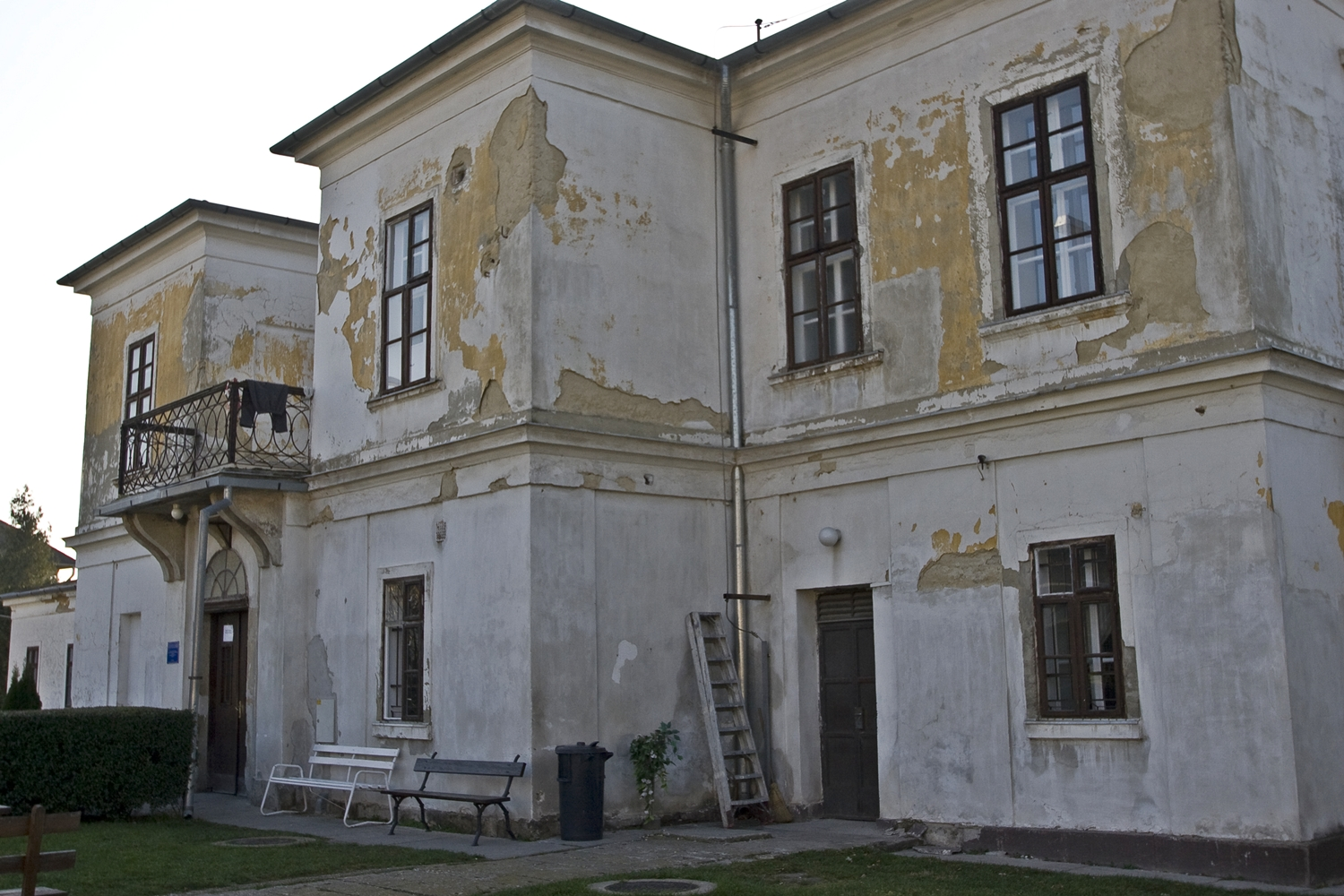
A kúria hátulról 1.
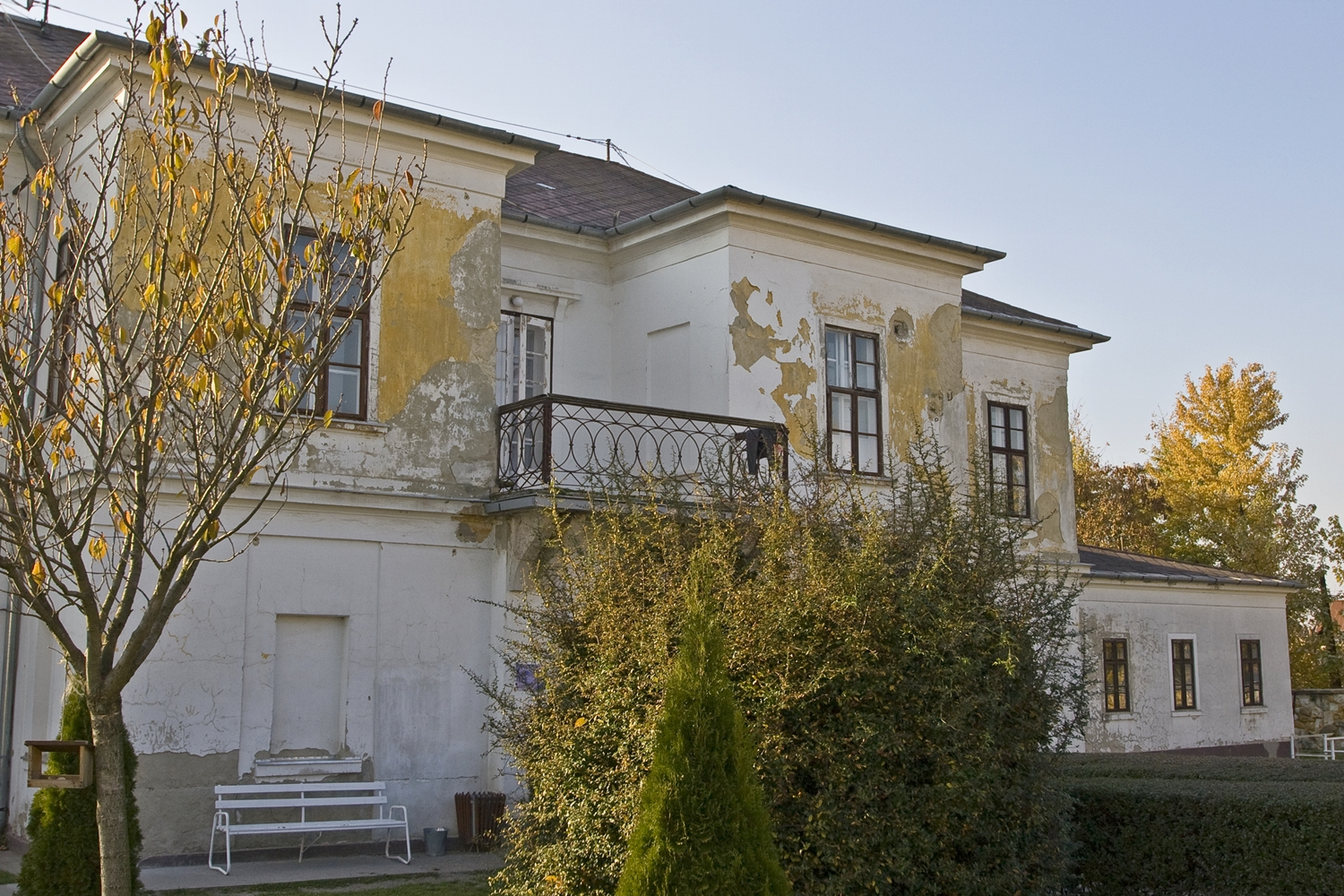
A kúria hátulról 2.
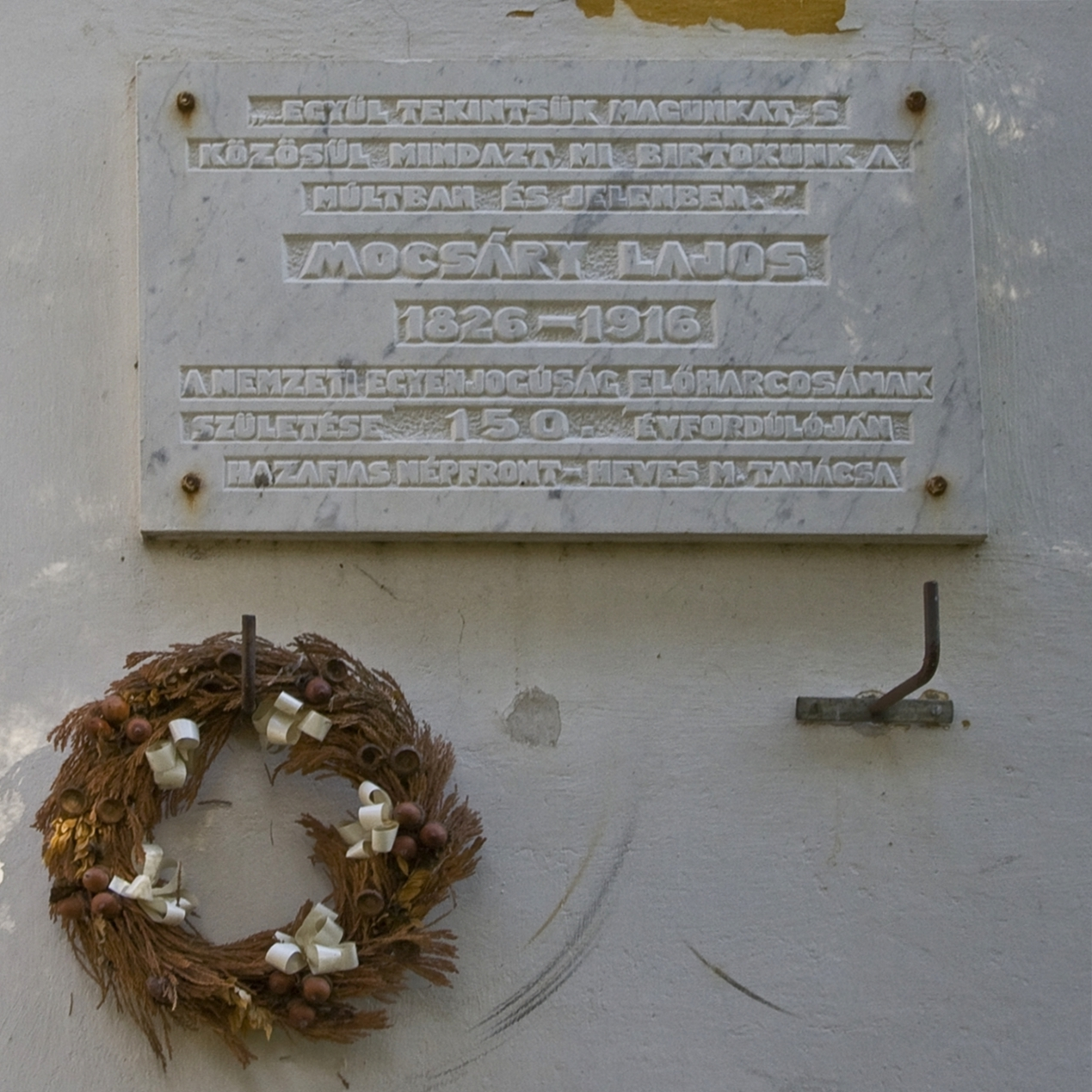
Mocsáry emléktáblája a kúria falán
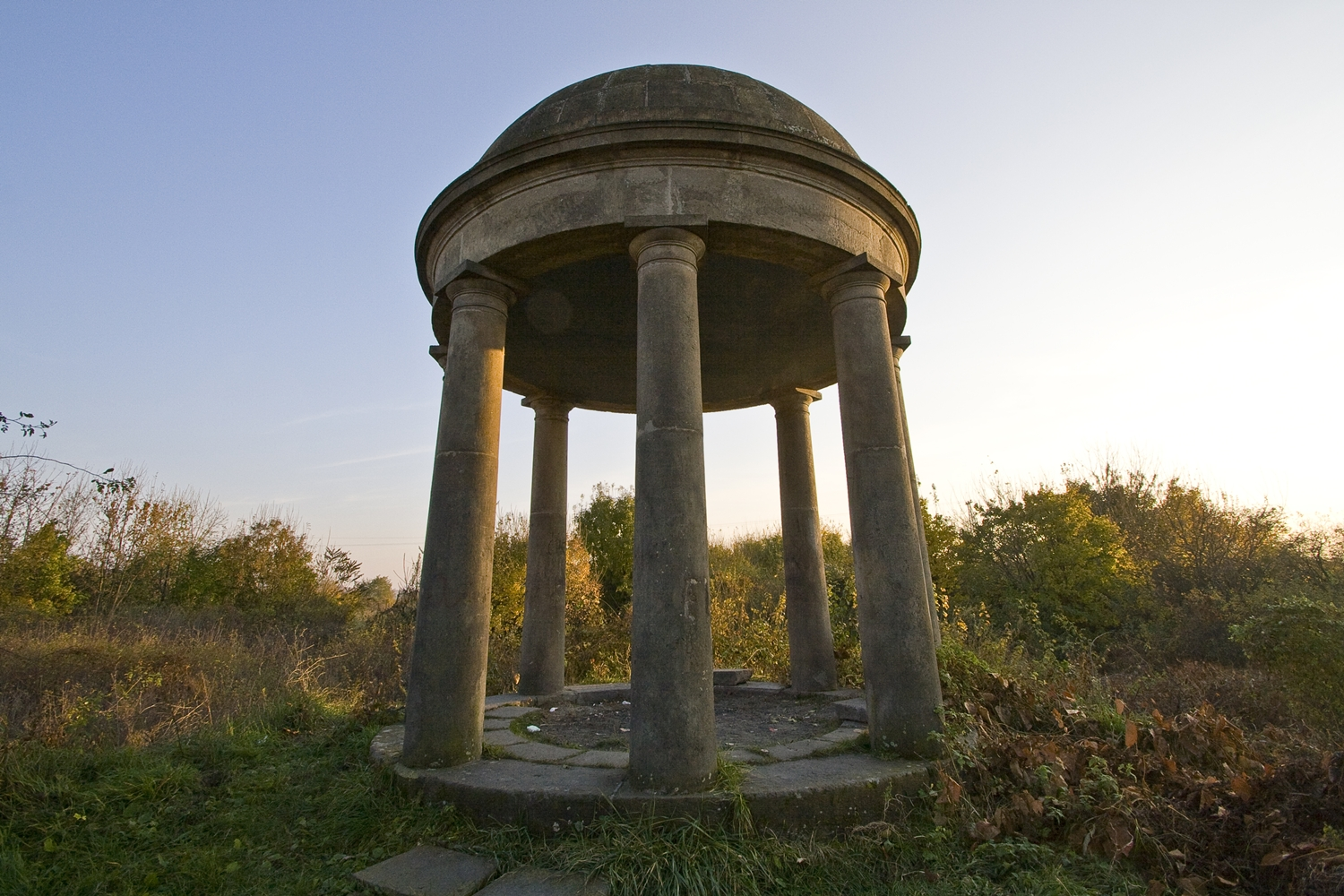
Az egykori Mocsáry-birtok gloriettje
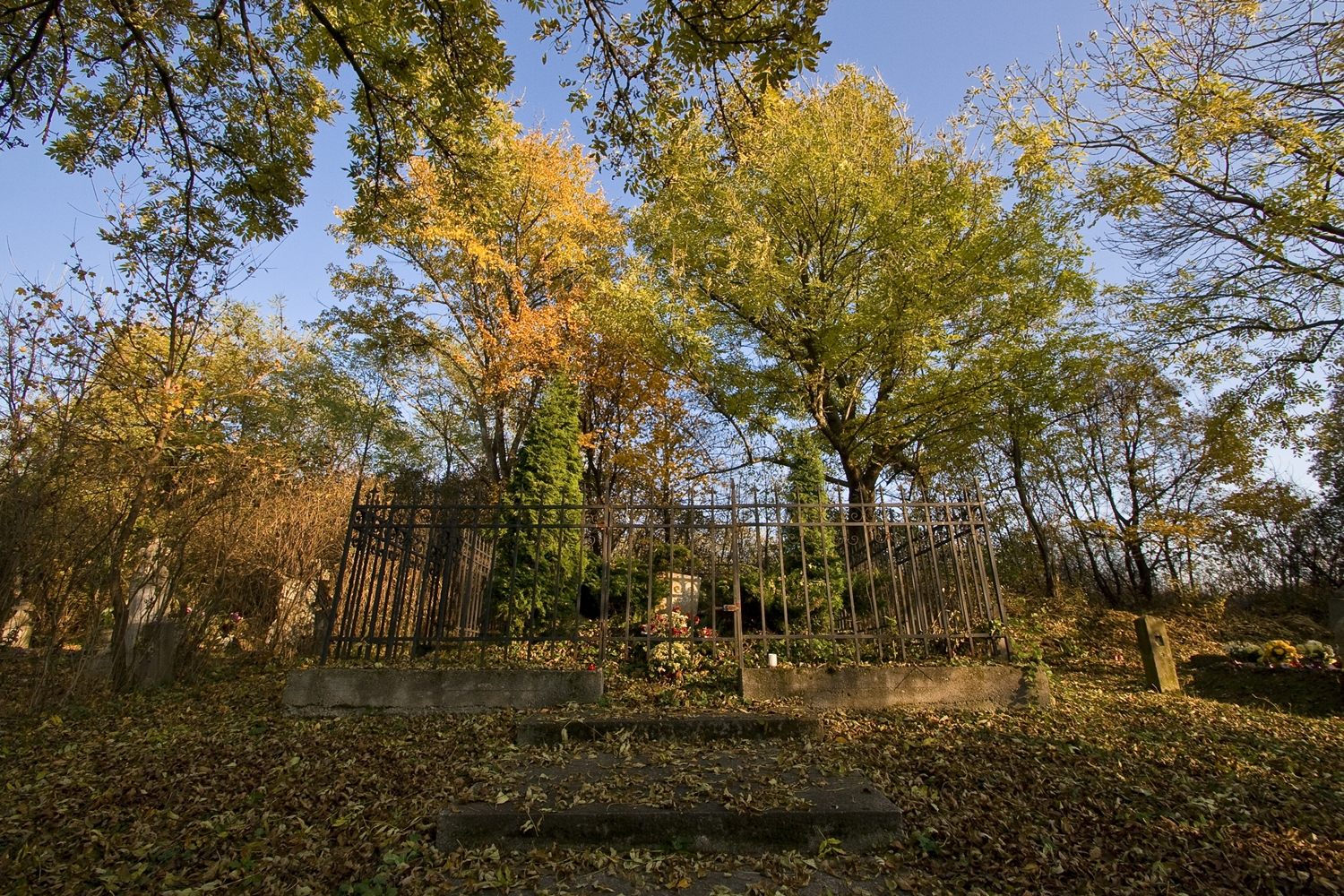
A Mocsáry-sírbolt az andornaktályai régi temetőben
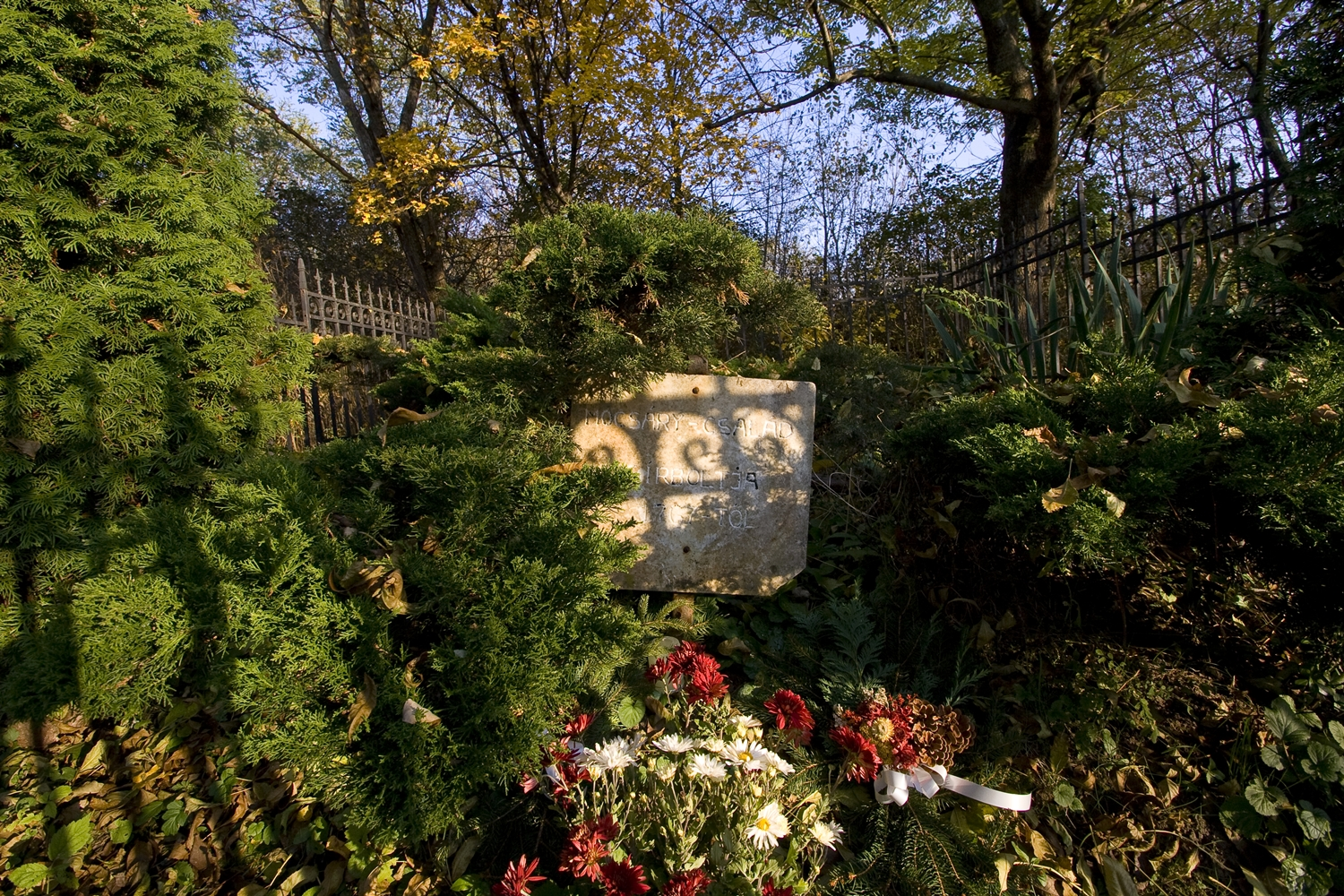
A sírkő

## Főbb művei
- A magyar társasélet (Pest, 1855, 1856)
- Nemzetiség (Pest, 1858)
- Programm a nemzetiség és a nemzetiségek tárgyában (Pest, 1860)
- A kérdések kérdése (Pest, 1866)
- A sárospataki tanuló ifjúsághoz (Sárospatak, 1867)
- Egy baloldali programm. Mocsáry Lajos második beszéde a miskolci választókhoz (Pest–Eger, 1869)
- A közjogi vita (Pest, 1872)
- A reformpárt I.  (Pest, 1872–1873)
- A közművelődési egyletek és a nemzetiségi kérdés (X. Y. álnéven; Pest, 1886)
- Néhány szó a nemzetiségi kérdésről (Pest, 1886)
- A régi magyar nemes. Észrevételek Grünwald Béla „A régi Magyarország” című munkájára (Budapest, 1889)
- A Függetlenségi Párt (Budapest, 1890) Online
- Az állami közigazgatás (Budapest, 1890)
- Miként foglaljon állást a függetlenségi és 48-as párt a köztünk és Ausztria közt fennforgó kérdések újabb tárgyalása alkalmával (Eger, 1898)
- A közösügyi rendszer zárszámadása (Budapest, 1902)
- A válság. Vezényszópolitika. Nemzetiségi kérdés (Budapest, 1905)
- A Függetlenségi Párt (Budapest, 1906)
- Mocsáry Lajos válogatott írásai (Vál.: Kemény G. Gábor; Budapest, 1958)